# Luan Leite da Silva
Luan Leite da Silva, noto semplicemente come Luan (Campo Grande, 31 maggio 1996), è un calciatore brasiliano, difensore dell'Hertha Wels.

## Caratteristiche tecniche
Difensore centrale veloce, abile nell'impostazione del gioco, ha dichiarato di ispirarsi al connazionale Thiago Silva.

## Carriera
Cresciuto nel Red Bull Brasil, nel 2015 si trasferisce alla squadra austriaca collegata del Liefering. Il 21 luglio 2017 firma un biennale con lo Sturm Graz, con cui però non colleziona alcuna presenza in prima squadra; il 22 gennaio 2018 viene così ceduto in prestito al St. Pölten.
Il 25 giugno seguente viene riscattato, firmando fino al 2020.

## Statistiche

### Presenze e reti nei club
Statistiche aggiornate al 29 settembre 2018.
| Stagione            | Squadra             | Campionato          | Campionato | Campionato | Coppe nazionali | Coppe nazionali | Coppe nazionali | Coppe continentali | Coppe continentali | Coppe continentali | Altre coppe | Altre coppe | Altre coppe | Totale | Totale | Totale |
| Stagione            | Squadra             | Comp                | Pres       | Reti       | Comp            | Pres            | Reti            | Comp               | Pres               | Reti               | Comp        | Pres        | Reti        | Pres   | Reti   |        |
| ------------------- | ------------------- | ------------------- | ---------- | ---------- | --------------- | --------------- | --------------- | ------------------ | ------------------ | ------------------ | ----------- | ----------- | ----------- | ------ | ------ | ------ |
| gen.-giu. 2015      | Liefering           | EL                  | 10         | 0          | -               | -               | -               | -                  | -                  | -                  | -           | -           | -           | 10     | 0      |        |
| 2015-2016           | Liefering           | EL                  | 28         | 1          | -               | -               | -               | -                  | -                  | -                  | -           | -           | -           | 28     | 1      |        |
| 2016-2017           | Liefering           | EL                  | 22         | 2          | -               | -               | -               | -                  | -                  | -                  | -           | -           | -           | 22     | 2      |        |
| Totale Liefering    | Totale Liefering    | Totale Liefering    | 60         | 3          |                 | -               | -               |                    | -                  | -                  |             | -           | -           | 60     | 3      |        |
| 2016-2017           | Salisburgo          | BL                  | -          | -          | CA              | 1               | 0               | UCL+UEL            | -                  | -                  | -           | -           | -           | 1      | 0      |        |
| 2017-gen. 2018      | Sturm Graz          | BL                  | 0          | 0          | CA              | 0               | 0               | UEL                | -                  | -                  | -           | -           | -           | 0      | 0      |        |
| gen.-giu. 2018      | Sankt Pölten        | BL                  | 16+2       | 0          | CA              | -               | -               | -                  | -                  | -                  | -           | -           | -           | 18     | 0      |        |
| 2018-2019           | Sankt Pölten        | BL                  | 8          | 0          | CA              | 0               | 0               | -                  | -                  | -                  | -           | -           | -           | 8      | 0      |        |
| Totale Sankt Pölten | Totale Sankt Pölten | Totale Sankt Pölten | 24+2       | 0          |                 | 0               | 0               |                    | -                  | -                  |             | -           | -           | 26     | 0      |        |
| Totale carriera     | Totale carriera     | Totale carriera     | 84+2       | 0          |                 | 1               | 0               |                    | -                  | -                  |             | -           | -           | 87     | 0      |        |

## Palmarès

### Club

#### Competizioni nazionali
- Coppa d'Austria: 1

Salisburgo: 2016-2017